# Office de la langue française (France)
Pour les articles homonymes, voir Office de la langue française.
L’Office de la langue française, fondé en 1937 par Ferdinand Brunot, Albert Dauzat et André Thérive, est un groupe composé d’hommes de lettres, de journalistes et de linguistes. Il est présidé par Brunot et Paul Valéry. 
Sa création fait suite à la publication en 1932 de la Grammaire de l'Académie française jugée très imparfaite.
Il est remplacé en 1957 par l’Office du vocabulaire français et est un des ancêtres du Conseil supérieur de la langue française. Il n’est pas à confondre avec l’Office québécois de la langue française, appelé Office de la langue française de 1961 à 2002[réf. souhaitée].